# John Singleton
John Daniel Singleton (Los Angeles, 6 gennaio 1968 – Los Angeles, 28 aprile 2019) è stato un regista, sceneggiatore e produttore cinematografico statunitense, noto per aver diretto alcuni film cult degli anni '90, quale ad esempio Boyz n the Hood, o il celebre Remember the Time di Michael Jackson, uno dei videoclip più costosi della storia.

## Biografia
È a tutt'oggi il regista più giovane candidato all'Oscar. Nel 1992, infatti, all'età di 24 anni, fu candidato per la migliore regia e la miglior sceneggiatura, per il suo film d'esordio Boyz n the Hood - Strade violente, duro ritratto della sua Los Angeles. Singleton girò in seguito il videoclip di Remember the Time per Michael Jackson, mentre nel 1993 diresse Janet Jackson e Tupac Shakur in Poetic Justice, delicato dramma al femminile.
Nel 1995 realizzò il duro L'università dell'odio, interpretato tra gli altri dalla supermodella Tyra Banks.  Nel 1997 diresse Rosewood, dramma sul razzismo, inedito in Italia.
Nel 2000 Singleton cambiò strada e s'inserì nel circuito commerciale, dirigendo Shaft, remake di uno dei più noti film blaxploitation, ossia Shaft il detective (1971). L'anno successivo diresse Baby Boy - Una vita violenta, duro atto d'accusa contro il "machismo" degli uomini afroamericani. Nel 2003  fu chiamato a dirigere il blockbuster 2 Fast 2 Furious, sequel di Fast and Furious. Nel 2005 fu la volta di Four Brothers - Quattro fratelli. Nel 2008 fu scelto per la regia del film A-Team, tratto dall'omonima serie televisiva degli anni ottanta: in ottobre però Singleton abbandonò il progetto, realizzato infine da Joe Carnahan. Tornò alla regia nel 2011 con il thriller Abduction - Riprenditi la tua vita, dopo tre anni di inattività.
Il 17 aprile 2019, Singleton ha avuto un ictus ed è stato ricoverato in terapia intensiva. Dopo essere caduto in coma il 25 aprile, il 28 aprile i familiari di Singleton hanno deciso di interrompere il suo supporto vitale e Singleton è deceduto all'età di 51 anni.

## Filmografia

### Regista

#### Cinema
- Boyz n the Hood - Strade violente (Boyz n the Hood) (1991)
- Poetic Justice (1993)
- L'università dell'odio (Higher Learning) (1995)
- Rosewood (1997)
- Shaft (2000)
- Baby Boy - Una vita violenta (Baby Boy) (2001)
- 2 Fast 2 Furious (2003)
- Four Brothers - Quattro fratelli (Four Brothers) (2005)
- Abduction - Riprenditi la tua vita (2011)

#### Televisione
- 30 for 30 – serie TV, 1 episodio (2010)
- Empire – serie TV, 1 episodio (2015)
- American Crime Story – serie TV, 1 episodio (2016)
- Rebel – serie TV, 1 episodio (2017)
- Billions – serie TV, 1 episodio (2017)
- Snowfall – serie TV, 3 episodi (2017-2018)

### Sceneggiatore

#### Cinema
- Boyz n the Hood - Strade violente, regia di John Singleton (1991)
- Poetic Justice, regia di John Singleton (1993)
- L'università dell'odio, regia di John Singleton (1995)
- Shaft, regia di John Singleton (2000)
- Baby Boy - Una vita violenta, regia di John Singleton (2001)

#### Televisione
- Snowfall, 31 episodi (2017-2019) – serie TV

### Produttore

#### Cinema
- Poetic Justice, regia di John Singleton (1993)
- L'università dell'odio, regia di John Singleton (1995)
- Appuntamento a Brooklyn, regia di Daisy von Scherler Mayer (1998)
- Shaft, regia di John Singleton (2000)
- Baby Boy - Una vita violenta, regia di John Singleton (2001)
- Time Out, regia di Xelinda Yancy (2004), cortometraggio (produttore esecutivo)
- Hustle & Flow - Il colore della musica, regia di Craig Brewer (2005)
- Black Snake Moan, regia di Craig Brewer (2006)
- Illegal Tender, regia di Franc. Reyes (2007)

#### Televisione
- Through a Lens Darkly: Black Photographers and the Emergence of a People (2014), serie documentaristica (produttore esecutivo)
- Independent Lens, 1 episodio (2015) – serie TV (produttore esecutivo)
- L.A. Burning: The Riots 25 Years Later, regia di One9 (2017) – film TV (produttore esecutivo)
- Rebel, 3 episodi (2017) – serie TV (produttore esecutivo)
- Snowfall, 31 episodi (2017-2019) – serie TV (produttore esecutivo)